# Siesjö östra
Siesjö östra är ett naturreservat som omfattar delar av sjön Siesjö samt ett område öster och söder därom, i Sölvesborgs kommun.
Reservatet är skyddat sedan 2015 och omfattar 64 hektar. I reservatet finns bokskog, lövsumpskog och betesängar.